# Венк
Венк (вірм. Vəng) — село у Кельбаджарському районі Азербайджану. Село розташоване на лівому березі річки Трту, трасі Мартакерт/Агдере  — Варденіс, за 26 км на північний схід від міста Карвачара/Кельбаджара, за 64 км на захід від міста Мартакерта/Агдере та за 8 км на північний захід від найближчого села Чаректара.

## Пам'ятки
У селі розташований популярний серед туристів монастир Дадіванк 4 — 13 ст., давильня 13 ст., каплиця 13 ст., хачкар 11 — 13 ст., монумент Св. Даді 14 ст. та фреска 13 ст.